# Grande Paris
A Grande Paris é um projeto para transformar a Região metropolitana de Paris em uma grande metrópole mundial e europeia do século XXI, para que fique "em simbiose com seu ambiente", para melhorar as condições de vida dos habitantes, corrigir as desigualdades territoriais e construir uma cidade sustentável.

## Desenvolvimento
O plano foi anunciado pela primeira vez em 17 de Setembro de 2007, durante a inauguração de "La Cité de l'Architecture et du Patrimoine", quando Nicolas Sarkozy declarou sua intenção de criar um "novo projeto de desenvolvimento abrangente para a Grande Paris". O projeto foi organizado pelo Estado francês, com o Ministério da Cultura e da Comunicação encarregado de coordenar o processo de consulta.
Os arquitetos do projeto foram: Jean Nouvel, Christian de Portzamparc, Antoine Grumbach, Roland Castro, Yves Lion, Djamel Klouche, Richard Rogers, Bernardo Secchi, Paola Vigano, Finn Geipel, Giulia Andi, and Winy Maas.
Uma exposição intitulada "Le Grand Pari de l'agglomeration parisienne" apresentou os resultados do processo de consulta de 29 de abril a 22 de novembro de 2009.

## Transporte

Linhas de metrô planejadas

Este projeto liderado pelo governo, e especialmente por Christian Blanc, então secretário de Estado do Desenvolvimento da região capital, propôs a criação de grandes centros econômicos em torno de Paris, e a criação de uma Rede de transportes públicos da Grande Paris, performizando que ligasse esses centros para os aeroportos, estações do TGV e o centro de Paris. A Sociedade da Grande Paris será uma instituição pública encarregada pela criação de um novo metrô automático (Grand Paris Express, 200 km de vias e 75 estações, estimado em 32,5 bilhões de euros ) no subúrbio parisiense.